# Muffin
Les muffins sont de petits gâteaux individuels s'apparentant aux madeleines.

## Historique
Apparus au pays de Galles aux alentours du XIe siècle, ils sont très répandus dans les pays anglo-saxons. Déjà répandu aux États-Unis, le muffin est un gâteau légèrement sucré dit quickbread muffin et disponible dans plusieurs versions : au maïs, aux myrtilles, à la cannelle, aux bananes et noix, etc. Les muffins les plus connus en France sont ceux de la variété américaine.

## Caractéristiques
Le principe caractéristique de fabrication des muffins consiste à préparer le mélange des ingrédients liquides et celui des ingrédients secs séparément, puis à mélanger rapidement et grossièrement les deux préparations. Contrairement aux cupcakes, les muffins n’ont jamais de glaçage.

### Muffins sucrés
Les muffins sont traditionnellement sucrés. On peut les retrouver au chocolat (avec plusieurs pépites de chocolat) ou nature, mais il existe de nombreuses autres variétés : fraise, banane, framboise, orange, vanille, myrtille ou bleuets, etc.

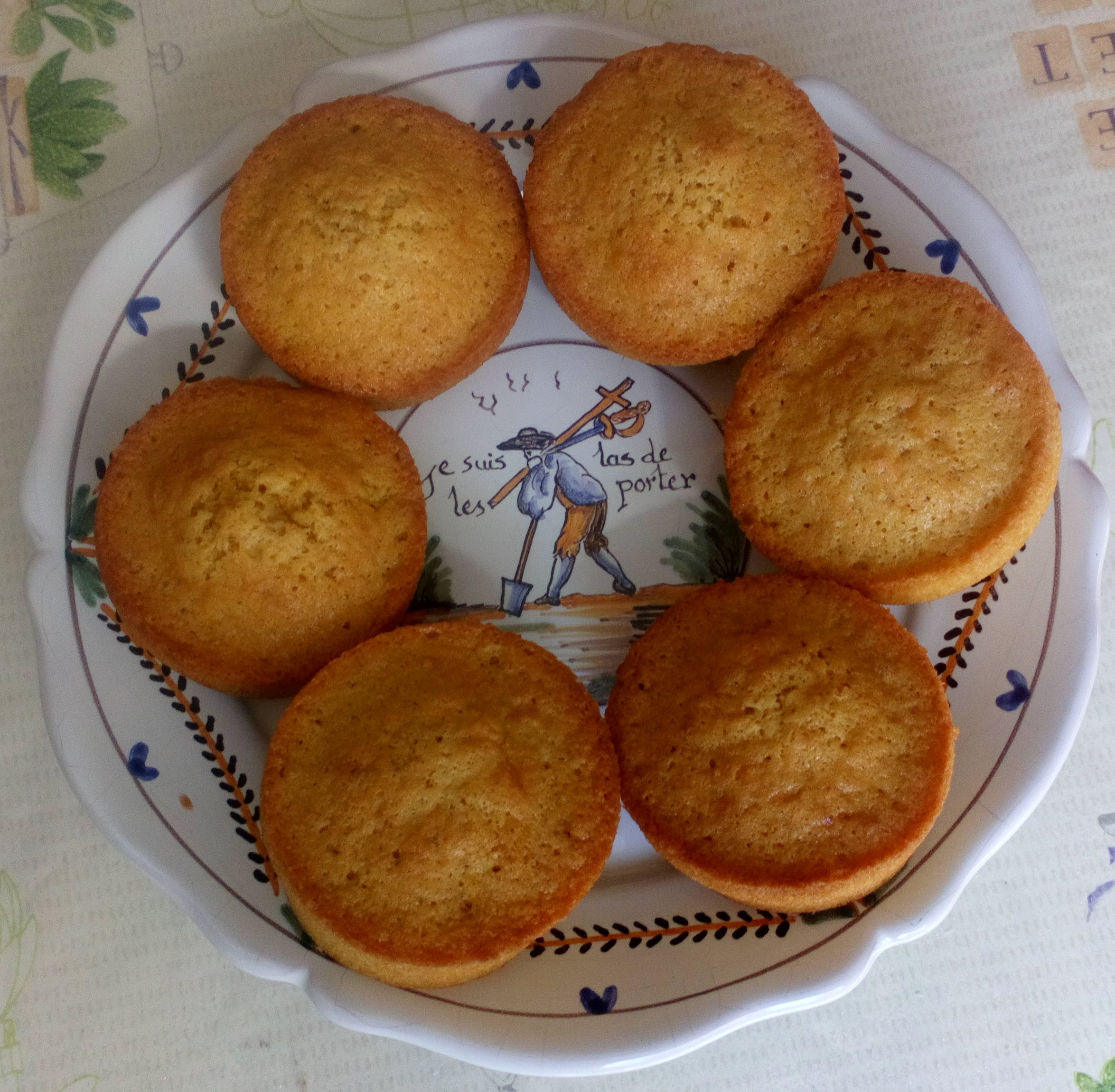
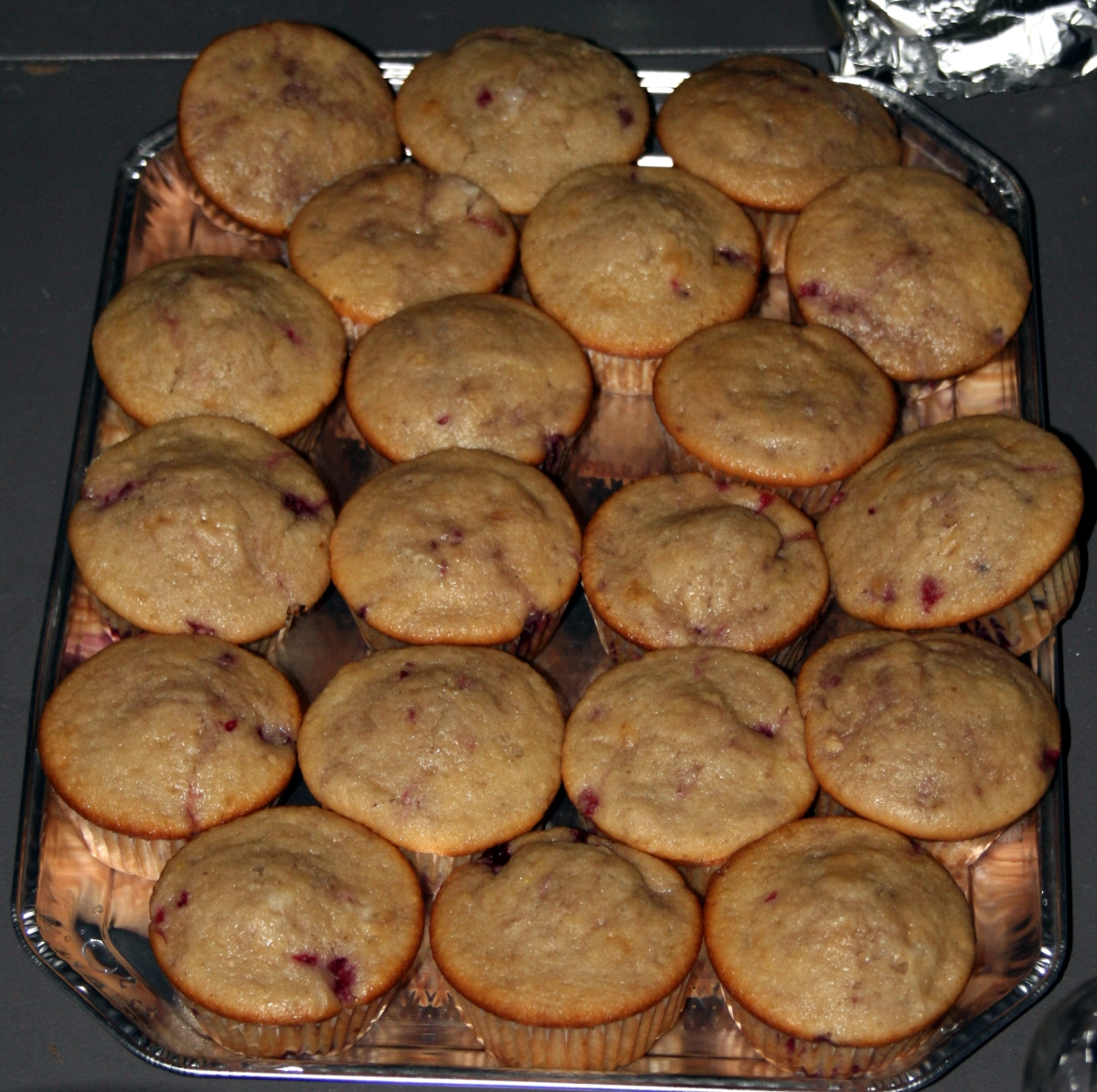
Muffins à l'ancienne.
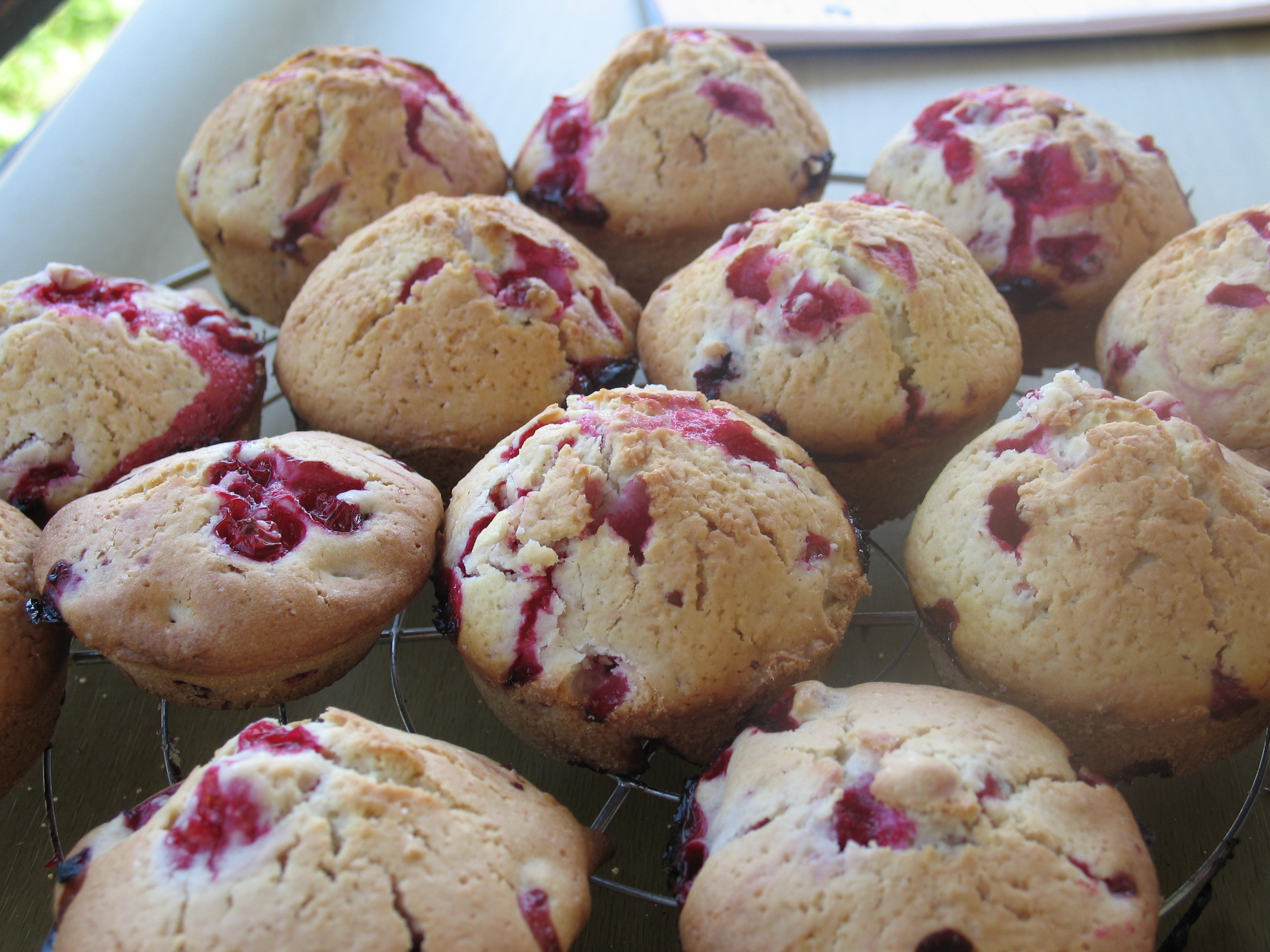
Muffins aux groseilles démoulés.

### Muffins salés
Il existe aussi des muffins salés, les muffins anglais (English muffins ; appelés muffins anglais en Amérique du Nord anglophone), ressemblant à des sortes de petites crêpes très épaisses, faits à partir de pâte levée. Ces muffins salés sont quelquefois faits avec de la farine complète. Ils sont notamment employés comme base de la préparation des œufs Bénédicte.